# Schoolly-D (Album)
Schoolly-D ist das Debütalbum von Schoolly D. Es erschien im Jahr 1985 und ist dem Genre des Hip-Hop beziehungsweise dem Subgenre des Gangsta-Rap zuzuordnen.

## Songs und Musiker
Folgende Songs sind auf Schoolly-D zu hören: 
1. I Don′t Like Rock ′n′ Roll (Weaver)
2. Put Your Fila′s On (Weaver)
3. Free Style Rapping (Weaver)
4. P.S.K. – What Does It Mean? (Weaver)
5. Gucci Time (Weaver)
6. Free Style Cutting (Weaver)

An der Entstehung des Albums waren diese Musiker beteiligt: 
- Schoolly D: Vocals, Drumcomputer, Keyboards, Songwriting, Produktion, Artwork
- DJ Code Money: Turntables, Backing Vocals
- Mand M Nut: Backing Vocals
- Pimp Pretty: Backing Vocals

## Sound und Sampling
Der Sound von Schoolly-D ist eher minimalistisch; es dominieren mit Halleffekten modifizierte Beats, die mit dem Drumcomputer Roland TR-909 programmiert wurden. Ergänzt werden die ausgedehnten instrumentalen Passagen um Scratches und Raps – hinzu kommen Samples aus folgenden Songs: 
- Change the Beat – Female Version (Beside)
- Different Strokes (Syl Johnson)
- Fresh (Fresh 3 MC′s)
- Gucci Time (Schoolly D)
- I Love Rock ′n′ Roll (Joan Jett & the Blackhearts)
- Jam-Master Jay (Run-D.M.C.)
- Say It Loud – I'm Black and I'm Proud (James Brown)
- The Decoys of Ming the Merciless (Jackson Beck)
- Tough (Kurtis Blow)
- What Are We Gonna Do? (Ultimate 3 MC′s)

Songs von Schoolly-D wiederum, vor allem P.S.K. – What Does It Mean? und Gucci Time, wurden unter anderem von diesen Musikern gesampelt: 
| - 3rd Bass - Tha Alkaholics - Bahamadia - Beastie Boys - Beat Junkies - Benzino - Big Tymers - Common - Crazy Town - Danny Breaks - De La Soul - DJ Shadow & Cut Chemist - DJ Qbert - Doug E. Fresh - Eminem - Erick Sermon - Fatboy Slim - Die Firma - Gang Starr - Invisibl Skratch Piklz - J Dilla - Jennifer Lopez - Jim Jones - The Jon Spencer Blues Explosion - King Tee & Dr. Dre | - Leftfield - Limp Bizkit - Luke Vibert - Madvillain - Mary J. Blige - Masters at Work - MC Lyte - MC Paul Barman - MC Solaar - Mekon - Melle Mel - Moby & Princess Superstar - Nice & Smooth - The Notorious B.I.G. - P. Diddy & The Bad Boy Family - Smif-N-Wessun - Plump DJs - Public Enemy - The Prodigy - Rick Ross - Schoolly D - Siouxsie and the Banshees - Snoop Dogg - Spoonie Gee - Thievery Corporation |

## Veröffentlichungen und Auskopplungen
Erstmals veröffentlicht wurde Schoolly-D im Jahr 1985 auf Schoolly-D Records als LP; in den folgenden Jahren wurde es von den Labels Rhythm King und Jive wiederveröffentlicht. Das Album erschien auch als MC, eine dieser Versionen enthält den Bonustrack Maniac. Schoolly-D wurde nicht als CD veröffentlicht.
Folgende Songs des Albums erschienen zudem als Maxi-Singles: 
- P.S.K. – What Does It Mean? (B-Seite: Gucci Time)
- Free Style Rapping (B-Seite: Free Style Cutting)
- I Don′t Like Rock ′n′ Roll (B-Seite: I Don′t Like Rock ′n′ Roll)
- Put Your Fila′s On (B-Seite: P.S.K. – What Does It Mean?)

## Bedeutung und Wirkung
Das Album Schoolly-D gilt als Klassiker des Hip-Hop, insbesondere wegen des Songs P.S.K. – What Does It Mean?, der eine Blaupause für den Gangsta-Rap war und andere Pioniere dieses Subgenres, wie etwa N.W.A und Ice-T, inspirierte. Letzterer nannte P.S.K. – What Does It Mean? als einen der größten Einflüsse für seinen Song 6 in the Mornin′, der den Gangsta-Rap in den Westcoast-Hip-Hop überführte, in dessen Ausprägung er schließlich weltbekannt wurde.